# Sinacroneuria yiui
Sinacroneuria yiui is een steenvlieg uit de familie borstelsteenvliegen (Perlidae). De wetenschappelijke naam van de soort is voor het eerst geldig gepubliceerd in 1935 door Wu.